# Уньжинский
Уньжинский (мар. Унчо) — посёлок в Моркинском районе Республики Марий Эл. Входит в состав Шоруньжинского сельского поселения.

## География
Находится в юго-восточной части республики Марий Эл на расстоянии приблизительно 30 км по прямой на восток-северо-восток от районного центра посёлка Морки.

## История
Основан в 1959 году на берегу реки Уньжинка. В посёлке в 1960 году образован Уньжинский лесоучасток. В 1960-е годы были построены контора, детский сад, клуб, столовая, пекарня, магазин, школа. В 1966 году организовано лесничество. В 1969 году в посёлке проживало 536 человек. В дальнейшем жители стали уезжать. В начале 1990-х годов Уньжинский лесопункт был переименован в мастерский участок. В 2004 году в посёлке оставалось 57 дворов.

## Население
Население составляло 148 человека (русские 44 %, татары 30 %) в 2002 году, 122 в 2010.